# Novacel Optical
 (mai 2021).
Novacel Optical est une société française spécialisée dans la fabrication de verres ophtalmiques.
L’entreprise commercialise de l’équipement d’optique ophtalmique, du matériel de contactologie, ainsi que des instruments à destination des opticiens.

Fondée en 1994, l'entreprise compte plus de 630 salariés en 2023 sur son site et siège social de Château-Thierry (Aisne), en France.

## Histoire de l'entreprise

### Depuis sa création
L'origine de l'entreprise Novacel Optical remonte à 1994, l'année de sa création par l'actuel Président Directeur Général, Rüdiger Düning .
Celle-ci met en place une division consacrée à l'optométrie en 2001 et ouvre un laboratoire de surfaçage à Château-Thierry dans l'Aisne. La même année, le groupe Essilor entre à hauteur de 75% dans le capital de l'entreprise,
En 2010, le laboratoire se lance dans le "E-business", avec Novasoft², une solution web qui permet de gérer les commandes de verres et de lentilles. En 2010, Novacel inaugure Novacel Swiss Optical,.
Novacel obtient le label Origine France Garantie en 2015 . En 2017, la création d'un partenariat avec Leica Camera AG voit le jour et le nom de qui en résulte est Leica Eyecare. L'entreprise reçoit un Silmo d’Or, avec la lentille de prescription I-Flex en 2017.
En 2018, l'entreprise procède à l'ouverture de son service « Optocar », un camion itinérant qui sillonne les routes de France pour faire de la prévention à destination du grand public ainsi que des dépistages visuels gratuit.
L'année suivante, en 2019, Novacel se voit recevoir le Silmo d’Or, un prix de la catégorie "vision" décerné lors du mondial de l'optique. Celui-ci a été décerné pour le verre ophtalmique nommé Variovid Volterra by Leica Eyecare.
Au cours de l'année 2020, le laboratoire est évoqué au sein de la presse de l'optique dans le journal Fréquence Optic. Ceci dans le cadre d'un litige où "le verrier a décidé de porter plainte auprès de la Cnil, pour usurpation d’identité et communication mensongère informatique".
Roger Düning, PDG de Novacel Optical, fait son entrée à l’European Economic Senate (EES) en 2021. C'est un organisme indépendant composé de 300 membres, présidé par le Dr Ingo Friedrich. La mission de cet établissement est de travailler sur des projets industriels européens avec des hommes et femmes venant de secteurs différents.
Depuis 2021, Novacel est certifiée Service France Garanti (SFG), une certification attribuée par l'Afnor.Cette certification vient compléter le label Origine France Garanti (OFG).

### Plus récemment
En 2021, une première prestation du service "Optocar" est effectuée à destination des écoles. Une prestation pour le Lions club Perche Thymerais a également eu lieu en fin d'année.
L'entreprise fait partie des 126 élues l'édition 2021 de la Grande exposition du fabriqué en France qui s'est déroulée palais de l’Élysée en tant qu' ambassadrice du département de l’Aisne.
Novacel a été nommé lors du mondial de l'optique de 2021 à l'occasion du Silmo d'Or, dans la catégorie "Matériel / Équipement" pour le service « lentilles-opticiens[.]com ».
L'entreprise lance en octobre 2021 le verre Monovid Focal.  
Une présentation de l'activité de Novacel Optical est effectuée dans le cadre d'un reportage sur la chaîne France 3 Picardie. Novacel dévoile son nouveau verre progressif (Eden Zeta), sur la chaine Tv de BMFTV début 2021. Ce passage de l'entreprise à la télévision est apparu dans la Revue des Opticiens,.
Le laboratoire Novacel figure dans plusieurs articles de presse, comme dans le journal l'Union, dans le journal Bien Vu de mars 2021... L'entreprise apparait dans Les Echos afin de présenter la technologie de son dernier verre progressif.
En Mai 2021, la société Novacel devient le sponsor officiel de Timothée Adolphe, athlète paralympique français,,. Malvoyant de naissance et aveugle depuis ses 19 ans, le "Guépard Blanc", vise la médaille d’or aux Jeux Paralympiques de Tokyo, qui se dérouleront du 24 août au 5 septembre 2021. Début 2022, le contrat d'accompagnement entre Novacel et Timothée Adolphe est reconduit pour une année de plus.
Cette rencontre entre Novacel et Timothée Adolphe s’est déroulée grâce à Handiamo, une société qui aide au quotidien les sportifs en situation de handicap dans la gestion de leur carrière,.

## Direction de l'entreprise
Le laboratoire Novacel Optical a pour Président Directeur Général (PDG) Roger Düning, depuis sa création en 1994.
Après 9 ans passés au poste de directeur commercial et marketing, Jenkiz Saillet est nommé Directeur Général du groupe en 2016.

## Activités

### Verres ophtalmiques
Novacel produit des verres de fabrication à Château-Thierry en France et dispose de verres de stock qu'elle commercialise auprès des opticiens.
Le laboratoire propose plusieurs gammes de verres ophtalmiques, et effectue, si nécessaire, des traitements sur les verres. Parmi ces traitements, il existe le "Durci" (traitement qui permet de rendre le verre plus résistant aux agressions extérieures en apposant une laque fine sur les surfaces du verre), ou un traitement pour lutter contre la lumière bleue des écrans…
L'entreprise commercialise des verres solaires et des verres de la marque "Transitons" (teinte adaptative) et dispose d'un service de coloration qui élabore et dispose des teintes sur les verres du porteur.
En 2019, le laboratoire remporte un Silmo d’Or dans la catégorie « Vision verres », avec son verre progressif nommé le "Variovid Volterra" by Leica Eyecare.

### Instruments et équipements d'optique ophtalmique
Depuis 2001, Novacel développe son département "Instruments" et propose à la vente des meuleuses grâce au partenariat avec la marque Huvitz,.
Le laboratoire propose également du petit outillage et des accessoires avec son partenaire B&S. .

### Contactologie
L'entreprise dispose d'une gamme de lentilles et de solutions et elle est la seule à distribuer la marque Zeiss en France.
En 2017, Novacel obtient un Silmo d’Or, avec la lentille de prescription "I-Flex".
L'entreprise met en place une application pour smartphone de recommande de lentilles créée dans le but de faciliter la recommande de lentilles pour les porteurs.

## Données financières
L'entreprise affiche un chiffre d’affaires de 170M€ en 2024 et plus de 9.5 millions de verres vendus en 2024.

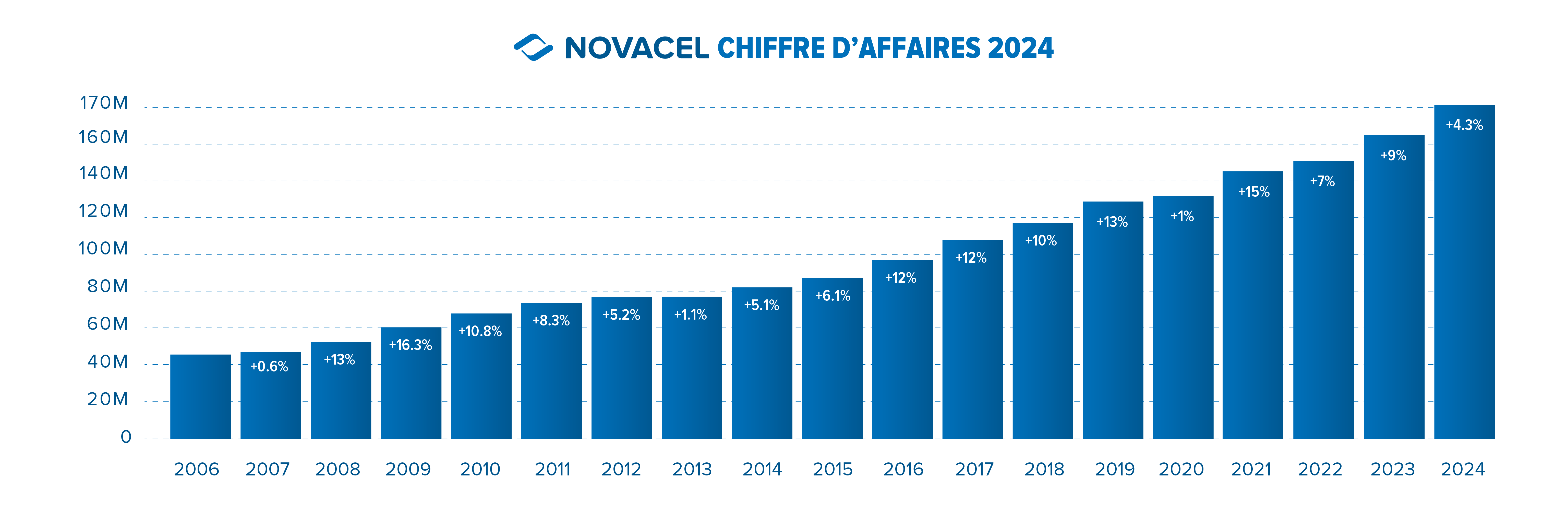
Évolution du chiffre d'affaires de Novacel.

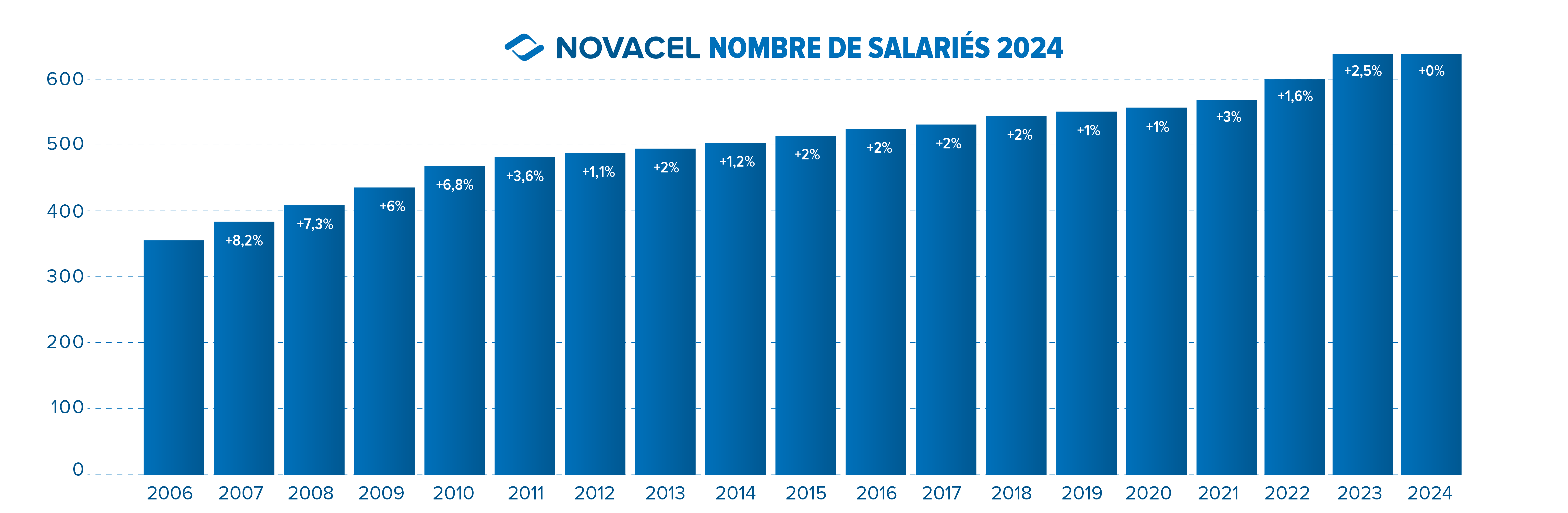
Évolution du nombre de salariés de Novacel.

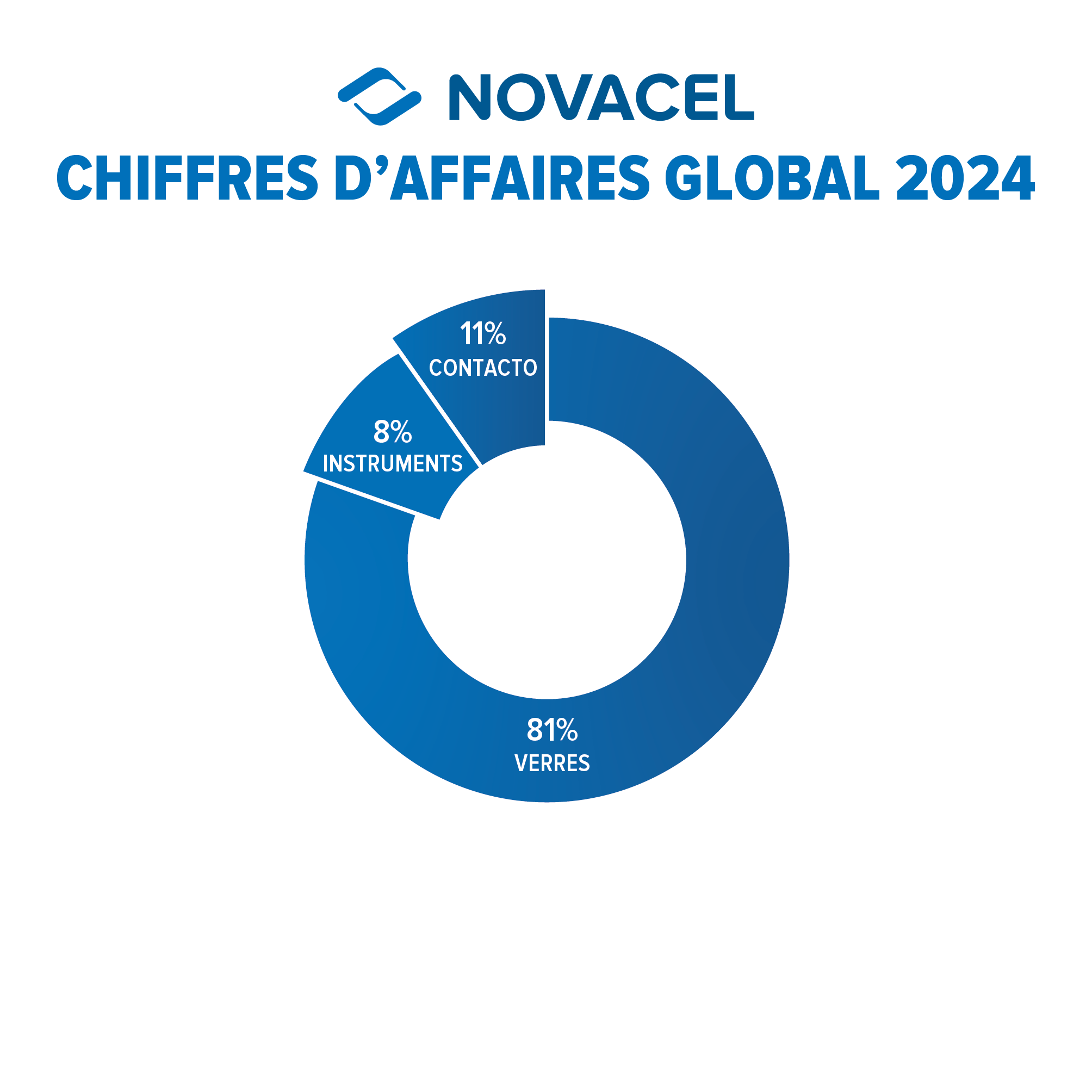
Répartition du Chiffre d'Affaires de Novacel en 2024-2025